# بلال بلحسن
هو لاعب شطرنج جزائري ولد في 14 مارس 1998 في ستراسبورغ. يحمل لقب أستاذ كبير (GM)، و في يوليو 2018 قام بتغيير اتحاده من فرنسا إلى الجزائر، لينتمي إلى الاتحاد الجزائري للشطرنج.
بطل افريقيا 2025.

## إنجازات
- اعتبارًا من يناير 2021، بلال بلحسن هو اللاعب الأعلى تصنيفًا في الجزائر.[6][7]
- تأهل إلى بطولة كأس العالم للشطرنج 2019، و واجه فيها اللاعب الأمريكي هيكارو ناكامورا.
- فاز ببطولة باريس في يوليو 2017.[8]
- تمكن من الحصول على المركز الثاني في بطولة العرب وإفريقيا الفردية للشطرنج 2021، التي نظمها الاتحادان العربي والإفريقي خلال الفترة من 25 إلى 27 فبراير 2021 عبر تقنية الاتصال المرئي.[9][10]

1. ↑  FIDE Ratings and Statistics (بالإنجليزية), QID:Q27038151
2. 1 2  FIDE Ratings and Statistics (بالإنجليزية), QID:Q27038151
3. ↑   https://ratings.fide.com/fedchange.phtml?year=2018. {{استشهاد ويب}}: |url= بحاجة لعنوان (مساعدة) والوسيط |title= غير موجود أو فارغ (من ويكي بيانات) (مساعدة)
4. ↑  الاتحاد الدولي للشطرنج (2018)، Transfers to another chess federation in 2018، QID:Q112191055
5. ↑  "Bellahcene,Bilel". ratings.fide.com. مؤرشف من الأصل في 2021-04-16. اطلع عليه بتاريخ 2021-04-25.
6. ↑  Masala, Kenya Chess (21 May 2019). "Bellahcene Bilel is King of Zone 4.1". Kenya Chess Masala (بالإنجليزية الأمريكية). Archived from the original on 2019-05-21. Retrieved 2021-04-25.
7. ↑  "All Fide Players - 2700chess.com". 2700chess.com. مؤرشف من الأصل في 2021-01-26. اطلع عليه بتاريخ 2021-04-25.
8. ↑  "92ème championnat de Paris 2017 Bilel Bellahcène l'emporte en solo". www.idf-echecs.com. مؤرشف من الأصل في 2019-10-27. اطلع عليه بتاريخ 2021-04-25.
9. ↑  "Arab Africa results – Arab Chess Federation" (بالإنجليزية الأمريكية). Archived from the original on 2021-04-25. Retrieved 2021-04-25.
10. ↑  "Ahmed Adly and Ghayda Alattar win AAOIOCC 2021". www.fide.com (بالإنجليزية). Archived from the original on 2021-04-25. Retrieved 2021-04-25.